# Abderrahim Talib
Abderrahim Talib, arab. عبد الرحيم طالب (ur. 10 września 1963 w Casablance) – marokański trener piłkarski.

## Kariera trenerska
Swoją karierę trenerską rozpoczął w 2007 roku w klubie Moghreb Tétouan. Następnie pracował w Wydad Fès i w COD Meknès. Trenował ten klub do 16 października 2012 roku. Tego samego dnia trafił do Renaissance Berkane, rozegrał tam 24 mecze. Zakończył trenowanie tego klubu 17 czerwca 2013 roku. 18 czerwca trafił do Wydad Casablanca, gdzie rozegrał 14 meczów do 14 grudnia tego samego roku, kiedy zakończył treningi z tym klubem. 1 lutego 2014 roku trafił do Wydad Fes, lecz do 30 czerwca tego samego roku rozegrał 4 mecze i zakończył pracę w klubie. 1 lipca 2014 roku ponownie trafił do Renaissance de Berkane, gdzie rozegrał 30 meczów. Pracę zakończył 11 czerwca 2015 roku. Następnie, 22 lutego 2016 roku trafił do Difaâ El Jadida, gdzie rozegrał 90 meczów. 29 października 2018 roku zakończył pracę w tym klubie. 1 stycznia 2019 roku został dyrektorem technicznym w Ittihad Tanger, pracę zakończył 30 czerwca tego samego roku. Dzień później trafił do FAR Rabat, w którym do 29 grudnia 2020 roku rozegrał 37 meczów. 2 lutego 2021 roku został trenerem TAS Casablanca. Według stanu na 14 marca 2021 roku rozegrał 2 mecze.